# Anathan Pham
Anathan „ana“ Pham (* 26. Oktober 1999) ist ein professioneller Dota 2 -Spieler aus Australien. Mit Team OG gewann er zwei Mal in Folge The International. Auf der Liste der erfolgreichsten E-Sportler nach Preisgeld liegt Pham mit etwa 6.000.000 US-Dollar an Rang drei.

## Karriere
Pham begann mit 12 Jahren Dota 2 zu spielen. Da es in Australien keine Perspektive für professionelle Spieler gab, zog Pham im Dezember 2015 aus seiner Heimatstadt Melbourne nach Shanghai, um seine E-Sports-Karriere zu verfolgen. Erste Bekanntheit in der Szene erlangte Pham als Mitglied von Invictus Gaming. Mit dem Team gewann er die National Electronic Arena 2016. Im August 2016 unterzeichnete Pham einen Vertrag mit OG und konnte im Oktober den Sieg des Boston Major 2016 feiern. Im folgenden Jahr knüpfte er mit einer Finalteilnahme bei den Dota 2 Asia Championships 2017 und dem Gewinn des Kiev Major 2017 an die Leistungen an, sodass Pham mit OG als Favorit bei The International 2017 antrat. Nachdem OG der Favoritenrolle nicht gerecht werden konnte, kündigte er an, seine Karriere zu pausieren.
Nachdem es zu weiteren personellen Veränderungen bei OG gekommen war, kehrte Pham im April 2018 zurück. Über die offene Qualifikation erspielte sich das Team einen Startplatz für The International 2018. Obwohl OG als Außenseiter angetreten war, gelang es dem Team um Pham das Turnier zu gewinnen. Wenige Monate nach dem Erfolg verkündete Pham, er werde eine weitere Pause einlegen. Im März 2019 trat Pham dem Team wieder bei. OG, dadurch in der identischen Besetzung wie im Vorjahr, konnte sich für The International 2019 qualifizieren und den Titel verteidigen. Dadurch wurden Pham und seine Teamkollegen die ersten fünf Spieler, die dieses Turnier zwei Mal gewinnen konnten. Nach mehr als einem Jahr Pause gab Pham im April 2021 ein weiteres Mal sein Comeback bei OG, bevor er sich zwei Monate später erneut für ein Jahr vom Wettkampf zurückzog. 2022 unterzeichnete der Australier einen Vertrag bei der Organisation T1, das in der südostasiatischen Region antritt.

## Erfolge (Auswahl)
| Datum     | Platz   | Turnier                        | Preisgeld   |
| --------- | ------- | ------------------------------ | ----------- |
| Juli 2016 | 1.      | National Electronic Arena 2016 | 024.057 $   |
| Dez. 2016 | 1.      | Boston Major 2016              | 0200.000 $  |
| Apr. 2017 | 2.      | Dota 2 Asia Championship 2017  | 018.359 $   |
| Apr. 2017 | 1.      | Kiev Major 2017                | 0200.000 $  |
| Aug. 2017 | 7. / 8. | The International 2017         | 0123.439 $  |
| Aug. 2018 | 1.      | The International 2018         | 2.246.831 $ |
| Aug. 2019 | 1.      | The International 2019         | 3.123.036 $ |